# Karelska jägarkåren
Karelska jägarkåren var ett infanteriförband inom svenska armén som verkade i olika former åren 1789–1809. Förbandet var värvat och hade sin förläggning i östra Kuopio län, Finland.

## Historik
Förbandet sattes upp 1789 under Gustav III:s ryska krig. Inledningsvis omfattade kåren två försträckta kompanier på 200 man, men kom inom kort att utökas till 400 man fördelade på fyra kompanier. År 1802 utökades kåren, som nu var formerad som en bataljon, till att omfatta en stryka på 600 man. Under finska kriget åren 1808–1809 ingick jägarkåren i Savolaxbrigaden. Den 8 oktober 1809 avtackades av Georg Carl von Döbeln i Umeå, efter avtackningen upplöstes kåren.

## Ingående enheter
1. Livkompaniet
2. Leibelitz kompani
3. Pielis kompani
4. Plejmo kompani

## Förbandschefer
Fram till 1805 hade man gemensam förbandschef med Karelska dragonkåren.

- 1790–1799 Georg Henrik Jägerhorn
- 1800–1802 Eberhard Ernst Gotthard von Vegesack
- 1802–1805 Carl Borgenstierna
- 1805–1809 Gustaf Aminoff

## Namn, beteckning och förläggningsort
| Karelska jägarkåren | 1789-??-?? | – | 1809-10-08 |

| Östra Kuopio län | 1789-??-?? | – | 1809-10-08 |